# فردریک ژوسینه
فردریک ژوسینه (فرانسوی: Frédérique Jossinet‎؛ زادهٔ ۱۶ دسامبر ۱۹۷۵) جودوکار اهل فرانسه بود.